# Ретинограф
Ретинограф или ретинографија је медицински апарат или офталмолошка метода која се користи у медицини за добијање колор фотографија мрежњаче (слоја ткива осетљивог на светлост који се налази унутар ока, захваљујући којој је вид могућ).

## Опште информације
Ретинографија је једноставан, користан, безбедан и неинвазиван дијагностички тест за пацијента, код којеје једина непријатност везана за потребу ширења зенице помоћу капи, како би се добила квалитетних слика.

## Индикације
Овом процедуром могу се открити различите болести које утичу на мрежњачу, као што су:
- дијабетесна ретинопатија, очне болести која погађа пацијенте са шећерном болести и један је од главних узрока слепила у развијеним земљама света.
- хипертензивна ретинопатија,
- ретинитис пигментоса
- старачка макуларна дегенерација

Добијене слике могу се сачувати у компјутерском систему и/или послати на проучавање неком од офталмолога ван установе у којој је метода обављена.